# キョウジ・カッシュ
キョウジ・カッシュは、テレビアニメ『機動武闘伝Gガンダム』中に登場する、コロニー国家ネオジャパン出身・所属の架空の科学者。
本編の主人公ドモン・カッシュの実兄であり、彼がデビルガンダムと共に失踪したことが物語の発端となるなど、作品の根幹に深く関わる人物。声は堀秀行。
本稿では、その分身的存在であるシュバルツ・ブルーダーについても併せて述べる。

## 人物
- 国籍:ネオジャパン
- 生年月日:F.C31年5月20日[1]
- 年齢:28歳[1]
- 身長:194cm[1]
- 体重:81kg[1]
- 血液型:O型[1]
- 星座:おうし座[1]

初登場は第6話「闘えドモン! 地球がリングだ」。ドモン・カッシュの実兄。父親のカッシュ博士と共に地球再生を目的としたアルティメットガンダムの開発に関わっていた技術者で、父親の補佐をしていた。優秀な父と兄に反発したドモンは、格闘技の道へ走ることとなる。また、『コミックボンボン』で連載された漫画では、ドモンが格闘技を始めた理由として「何をやっても敵わなかった世界一の兄を超えてみたかった」と語っている。
本来の彼は弟思いの優しい性格であり、幼いドモンに人を信じる心を説いたり、ドモンの幼馴染みであるレイン・ミカムラもその人柄から温かみのある人物と認識していた。

### 劇中での活躍
第42話の回想シーンによれば、ウルベ・イシカワとミカムラ博士の謀略でアルティメットガンダムが狙われたことから、カッシュ博士の命令によってアルティメットガンダムを守るためコクピットに乗り込んだ。この時、自分を拘束していた軍人2人を素早く倒しているが、乗り込もうとする彼を庇った母ミキノ・カッシュは目の前でウルベに射殺されてしまう。地球へ降下脱出こそしたものの、アルティメットガンダムは着陸時における落下の衝撃でプログラムに異常をきたして暴走。デビルガンダムとなり、キョウジは取り込まれて生体コアとされてしまった。これが「デビルガンダム事件」の真実であった。
ドモンが第6話でネオジャパン政府に見せられた再現映像による「デビルガンダム事件」はウルベ・イシカワが彼を利用するために仕組んだ狂言であり、不敵な笑みでデビルガンダムを操り逃走する偽のキョウジ像を植え付けられたドモンは、長い間、キョウジへの強い敵意を持つことになってしまったのである。
デビルガンダムに取り込まれ、ガンダムシュピーゲルと初めて交戦した際、すでにキョウジは意識も失いかけていた。しかし薄れゆく意識の中、最後の力を振り絞ったキョウジは死亡したシュピーゲルのパイロット（本物のシュバルツ・ブルーダー）の肉体を母体とし、DG細胞を用いたアンドロイドを生み出す。自らの記憶と意識を託した自身の分身へ弟を頼むと、デビルガンダム抹殺の策とした。
新宿でドモンと対峙した際にはもはや、完全なデビルガンダムの生体部品と化しており肉体が傷つくたびにDG細胞によって修復が繰り返されるだけの存在であった。意識も人格もほとんどなく、ドモンを見るなり不敵に笑ったり、狂気を帯びた高笑いをするようになる。
デビルガンダムはギアナ高地にて再度出現してドモンを攻撃するが、明鏡止水の境地を会得したことで真のスーパーモードになったシャイニングガンダムの攻撃により破壊される。
その後、デビルガンダムとともに回収されるが、ランタオ島での決戦時にはギアナでの戦闘ダメージもあり、肉体はすでに限界を超えてボロボロになっていた。それを知っていたマスター・アジアはドモンを新たな生体ユニットにしようと揺さぶりをかけるが、シュバルツが叱咤激励したことでドモンはキョウジとシュバルツ、2人の命を代償にデビルガンダムを再び破壊、マスター・アジアの野望を挫く。シュバルツと共にドモンに感謝の言葉を告げ、石破天驚拳の放つ閃光の中へと消えていった。
死後も、マスターアジアやシュバルツと共にグランドマスターガンダムを駆るウルベとの決戦に挑むドモンを叱咤する幻影として現れ、弟を導く。
スーパーファミコン用『機動武闘伝Gガンダム』ではストーリーモードのボスキャラクターとして登場する。普通に会話しているが、真意などは不明のまま終わっている。
ガンダム無双では『2』より登場。こちらでも普通に喋っているがデビルガンダムに操られ凶悪な性格になっている。しかしドモンのストーリーミッションでは最終ミッションでシュバルツ同様にドモンの心に叱咤激励の言葉をかけ、デビルガンダムを撃つように促す。『3』からはシュバルツも登場する。
一部ゲーム作品では、正気のキョウジがガンダムシュピーゲルに乗っていることがある（戦闘台詞などはシュバルツの流用）。

## シュバルツ・ブルーダー
- 国籍:ネオドイツ
- 生年月日:F.C31年5月20日
- 年齢:28歳
- 身長:194cm
- 体重:81kg
- 血液型:O型
- 星座:おうし座

※第13回ガンダムファイト委員会に提出された登録データより
初登場は第16話「最強最悪! デビルガンダム現わる」。ネオドイツのガンダムファイターで、GF13-021NG ガンダムシュピーゲルに搭乗する。ゲルマン忍術の達人で、第13回大会屈指の強豪である。トレンチコートに身を包み、2本の角が付いたドイツカラーの覆面を被っている。ネオドイツの代表でありながら専任のクルーを持たず個人で活動している。ドモン・カッシュの前にたびたび現れては彼を導き諭すなど、いわば第2の師匠のような存在である。またドモンだけでなく、レイン・ミカムラや他のファイターたちをも導く度量を備えている。ギアナ高地では精神的に未熟だったドモンの成長を促し、明鏡止水の境地を体得させた。
ファイティングスーツは先述の覆面と同じ、ドイツの国旗と同じ配色の物を使用する。
その正体は、デビルガンダムに生体ユニットとして取り込まれたドモンの兄キョウジ・カッシュが、DG細胞の力で作り出した自分のコピーである。キョウジと同一の容姿をしており、声も同じく堀秀行が担当している。
既にデビルガンダムの生体部品になりかけていたキョウジは、デビルガンダムを止める最後の手段として、DG細胞を構成するナノマシンに自分の意識と記憶をインプットし、死亡したシュバルツの肉体と技量を継承したもう一人の自分を作り出した。またオリジナルのキョウジのことは名前で呼ぶことから、自身をキョウジとは別の存在だと認識している。
元のシュバルツはネオドイツ宇宙軍の将校で第13回ガンダムファイトのサバイバルイレブン初期にデビルガンダムと遭遇し、交戦の末に落命したガンダムファイターだった。
本物のシュバルツが有していたゲルマン忍術をそのまま行使することができ、壁抜けや他人の陰に潜んだりできる他、武道家しての技量も非常に高く、マスター・アジアに「出来る」と言わしめるほどである。戦略家としても優秀で、マスター・アジアやデビルガンダムに対する知識も豊富であるほか、ギアナ高地から新シャッフル同盟が脱出する際の手引きも行う。ドモンと同様、ガンダムシュピーゲルを呼ぶ際は「ガンダーム!」の言葉と共にフィンガースナップをする。
なお、シュバルツ・ブルーダーはドイツ語で「黒い兄弟」という意味である。

### 劇中での活躍
自らの正体を隠して弟のドモンを導き、彼やその仲間を鍛えつつ、デビルガンダムの動向を監視している。正体を隠していたのは再会した時点のドモンが逆上して冷静さを欠いていたため信用されないと思ったことと、父の命がウルベに握られているために迂闊なことはできないと考えたためであった。後にそれを聞かされたドモンは、本物のキョウジとなんら変わりのない彼を「間違いなく俺の兄さん」と認めている。
新宿地下ではデビルガンダムの配下であるゾンビ兵に襲われたレイン・ミカムラ一行を救い、ドモンにデビルガンダムへ止めを刺すよう促すが、ドモンはキョウジへの捨てきれぬ情からわずかに頭部を外してしまい失敗、シャイニングフィンガーソードのエネルギーを吸収したデビルガンダムは逃亡してしまう。その後は感情的になってマスター・アジアを追うドモンに、追うのをやめて引き上げるよう再三にわたって忠告するが、聞く耳を持たない彼を松林で拳でもって一蹴、一振の刀を残してその場を去る。
またしてもマスターの策略にはまったドモンを救出するも、逆上した彼にガンダムファイトを挑まれる。強い怒りのパワーでしかシャイニングガンダムのスーパーモードを発動できないドモン相手に終始圧倒的な実力を見せ、未熟さを指摘して再び去って行く。
ドモンがギアナ高地で修行している間も彼を陰ながら見守り、デビルガンダムの恐怖に脅えるチボデー・クロケットをドモンに差し向けるきっかけを与えたり、ジョルジュ・ド・サンドを立ち直らせるために助言するなどしている。その後は1人洞窟で修行するドモン相手にガンダムファイトを挑んで明鏡止水の境地を説くが、あと一歩で修行が完成するところにマスターが現れてしまい失敗、ドモンも負傷し、新シャッフル同盟達はデビルガンダムの配下に包囲されることになる。4機のガンダムが時間を稼ぐ中、自身は滝を破壊して決壊した水流の勢いでデスアーミーを押し流し、崩れた一角からチボデーたちを脱出に成功させる。
彼らの脱出後、デビルガンダムが再び出現、激昂するドモンを退避させようとするが、それを無視した彼はデビルガンダムを倒すことを優先してしまう。シュバルツは一度去るが、マスターガンダムの攻撃から身を挺してドモンを救うも、マスターガンダムの貫手がガンダムシュピーゲルのコクピットを貫き負傷する。傷付きながらもシュバルツはドモンに呼びかけ続け、生と死の狭間にてドモンは遂に明鏡止水を会得する。真のスーパーモードを発動させたシャイニングガンダムはマスターガンダムを圧倒し、倒れ伏すマスターガンダムを尻目に見事デビルガンダムを破壊する。崩れ行くデビルガンダムを遠目に絶句するマスター・アジアに諦めの悪さを指摘するが、その際覆面が破れて飛び、キョウジと同じ顔の上半分が覗いていたため、マスターはこれを見て狼狽している。
その後は肉体とシュピーゲルをDG細胞の力で再生させて、いつの間にかネオホンコンに到着し、ドモンたちの前に再び現れる。ネオホンコンではデビルガンダムの動向を探りつつ、ドモンに幾度も助言を送っている。リーグ戦ではシャッフル同盟を含め全勝で勝ち進んでいくが、最終試合となるドモンのゴッドガンダムとの試合はウォンの企みによって完全決着の電流爆破デスマッチとなる。この試合でシュバルツのパートナーとなっていたレインは戦いの中でドモンへの想いに気づき、ドモンもまたレインへの想いに気づく。シュバルツは2人の想いを受け止めるかのように、石破天驚拳の前に敗れる。病院に搬送される際、救護班によりマスクを剥がされ、明らかとなったシュバルツの素顔はキョウジと同じであり、ドモンにランタオ島に気をつけるよう警告し、意識を失う。
病院に搬送されたシュバルツは、ネオドイツ宇宙軍により面会謝絶にされる。そこにレインの父であるミカムラ博士が現れ、シュバルツがDG細胞で作られたキョウジのコピーであることが判明する。ミカムラ博士はシュバルツをデビルガンダム事件の真相を知る者の一人として始末しにかかるが、看護師に変装し、潜入していたレインにより止められる。シュバルツはレインにデビルガンダム事件の真相を話し、応急処置程度だが電気ショックによる治療を施すよう頼む。動ける程度まで回復したシュバルツはドモンを助けるため、一人ランタオ島に向かう。
ドモンと合流したシュバルツは自分の正体をドモンに明かし、シュピーゲルを破壊されながらもデビルガンダムのコクピットに侵入すると、キョウジと共に自らを消滅させるようドモンを叱咤する。そしてキョウジと共にドモンへ感謝の言葉を告げ、石破天驚拳の閃光の中に消えていった。
その後はマスター・アジアやキョウジ共々、ドモンを叱咤する幻影として現れている。

### ガンダムファイト歴
- サバイバルイレブン
  - ○シャイニングガンダム
- 決勝大会
  - ○バイキングガンダム
  - ○ガンダムマックスター
  - ○ドラゴンガンダム
  - ○ガンダムローズ
  - ○ボルトガンダム
  - ×ゴッドガンダム

### その他の媒体での活躍
- 『コミックボンボン』に連載された漫画版ではRound5「シャッフル同盟 VS.マスターガンダム連合」より登場する。ギアナ高地での戦いの際、マスターガンダムに自爆を試みたり、レインに「ドモンの心の支え」になるように発言する場面が追加されている。その反面、グランドマスターガンダム戦でドモンを励ます霊たちにシュバルツは登場していない（アニメ本編には登場している）。
- CDドラマ「世界高達骨牌拳」では劇中劇にのみ登場する。歌舞伎調の登場をしたり、自分の行動を説明したり、マスター・アジアのギャグに乗ってうっかりモノマネしながら現れたりとコミカルな役回りが多い。また作中のドモンたちからは正体をマスター・アジアの息子、愛人、ドモンのお袋、キョウジの双子の兄と予想されている。

### テーマソング
ゲルマンブルース
作詞 - 安藤芳彦、作曲・編曲 - 保刈久明、歌 - 堀秀行

### 補足
- シュバルツを演じた堀秀行は、シュバルツの覆面でくぐもった声の雰囲気を出すため、マイクの前に紙を1枚置いて演じたという。